# (16046) Gregnorman
(16046) Gregnorman est un astéroïde de la ceinture principale.

## Description
(16046) Gregnorman est un astéroïde de la ceinture principale. Il fut découvert le 5 mai 1999 à Reedy Creek par John Broughton. Il présente une orbite caractérisée par un demi-grand axe de 3,06 UA, une excentricité de 0,11 et une inclinaison de 12,3° par rapport à l'écliptique.

## Compléments